# Alëna Azërnaja
Alëna Azërnaja in russo Елена (Алёна) Павловна Азёрная? (Ekaterinburg, 9 marzo 1966) è una pittrice russa.

## Biografia
Nel 1989 si laurea in architettura presso l'Istituto di architettura di Sverdlovsk (ora Accademia di architettura degli Urali); successivamente, nel 1999 si laurea in critica d'arte all'Accademia di stato di arti visive degli Urali.
Nel 1990 lavora come designer di interni e comincia a dipingere divenendo ben presto una rinomata pittrice naïf.
Dal 1996 si dedica esclusivamente alla pittura e dal 1997 è membro del sindacato degli artisti della Russia.
Nel 2000 attira l'attenzione del dissidente Aleksandr Davidovič Glezer fondatore del Museo di arte contemporanea russa (New Jersey) che nel 2001 include 7 delle sue opere nella propria collezione permanente.
Nel 2003 è stata “Artist in Residence” presso la Città internazionale delle arti in Parigi.
Ha realizzato e curato l'allestimento di numerose mostre ed esposizioni in Russia, negli Stati Uniti, in Italia e in Francia.
Nelle sue opere figurative e sognanti descrive un mondo personale caratterizzato da una originale fusione della mitologia slava con racconti tradizionali russi e narrazioni bibliche. Associa ad un disegno dai tratti molto semplici e delicati un uso sapiente di colori e motivi. Lo splendore di questi colori intensi è come la natura che la circonda e che domina la maggior parte dei suoi dipinti ed è ampiamente ispirato ai colori utilizzati nella tradizione russa all'interno delle case contadine e delle icone che decorano le chiese.

## Opere

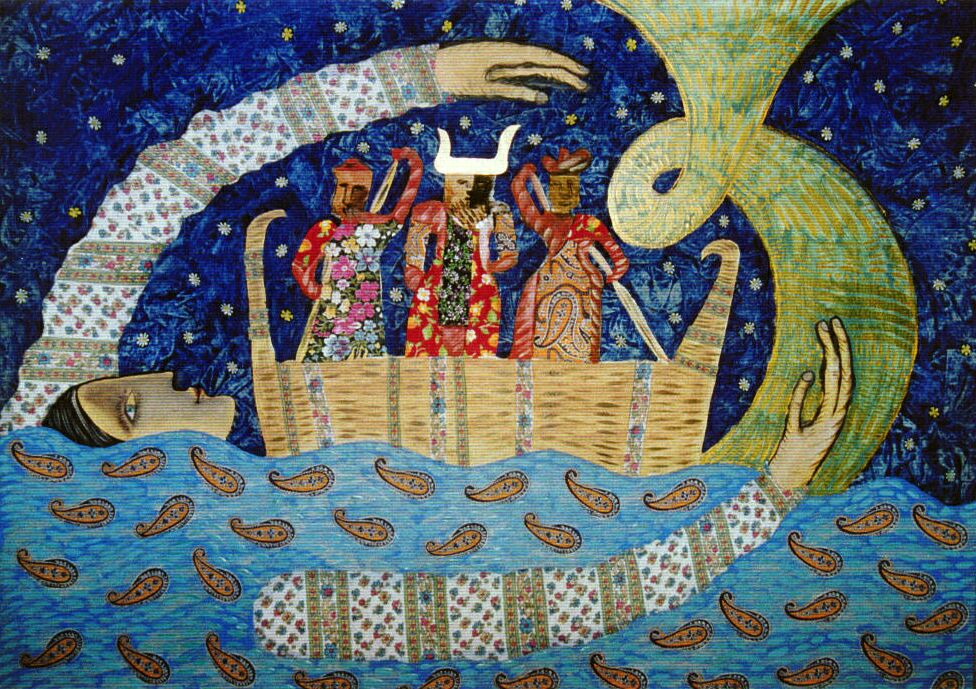
Alyona Azernaya, Bereginya, 2000
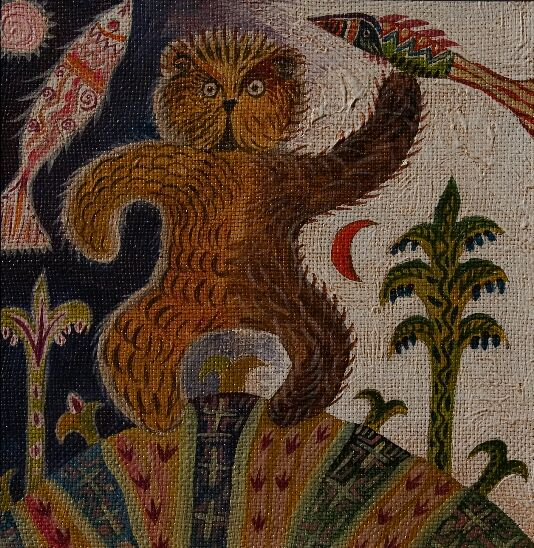
Alyona Azernaya, Orso, il padrone del bosco, 2003
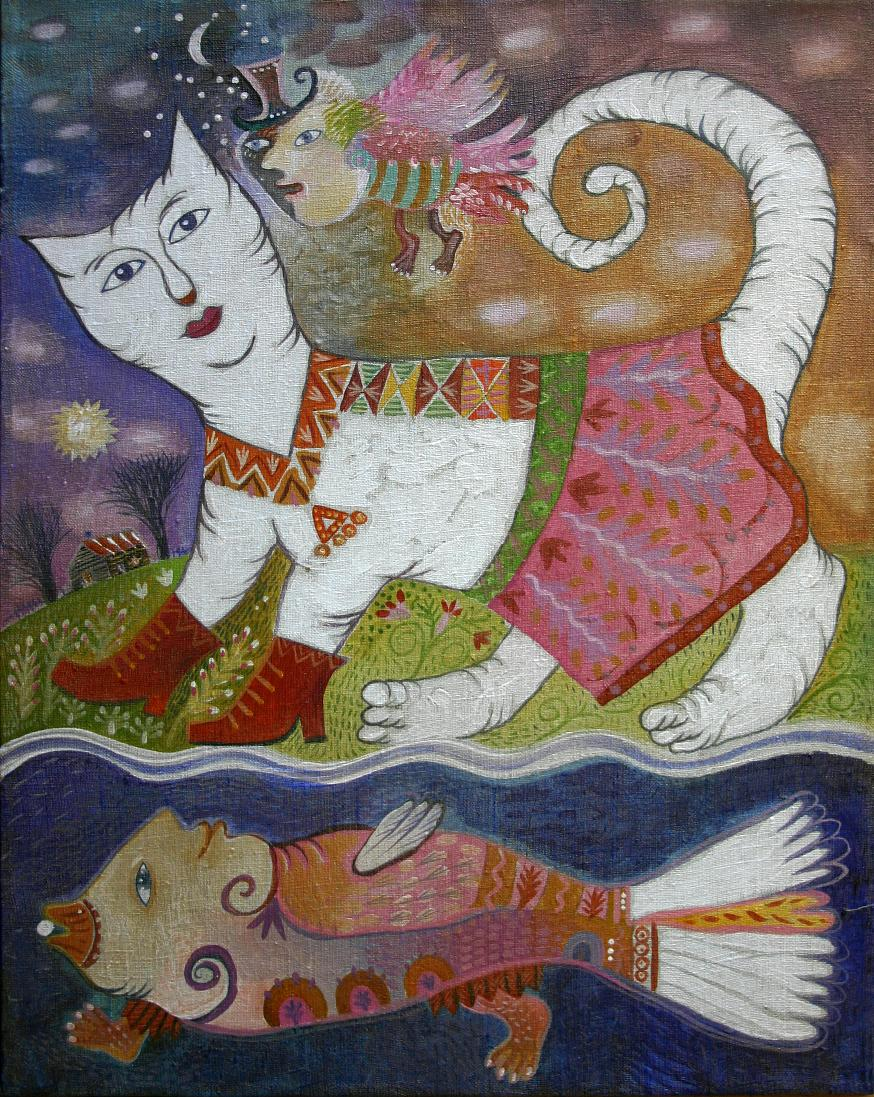
Alyona Azernaya, Gatto stivali rossi, 2003
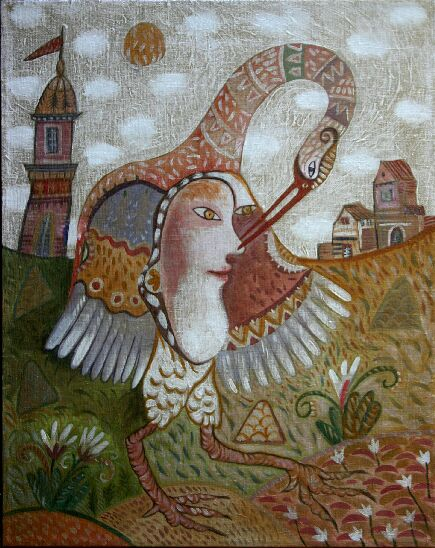
Alyona Azernaya, Cicogna, 2003
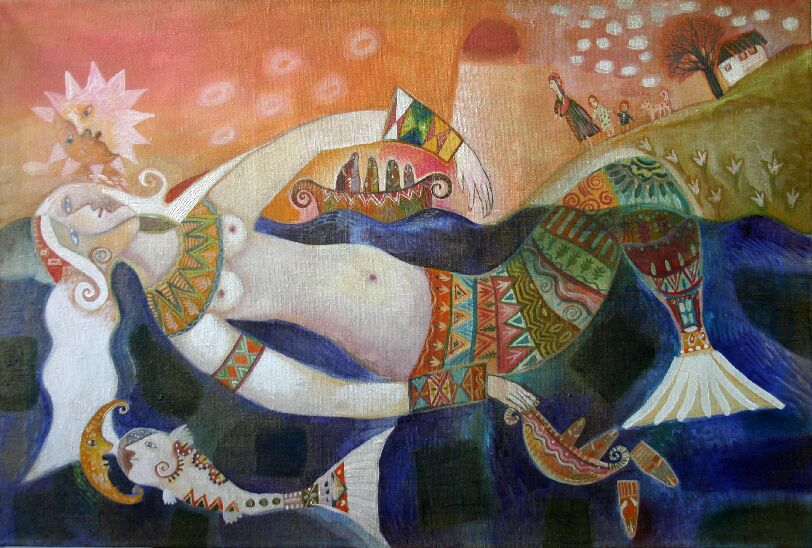
Alyona Azernaya, La sirena, 2004
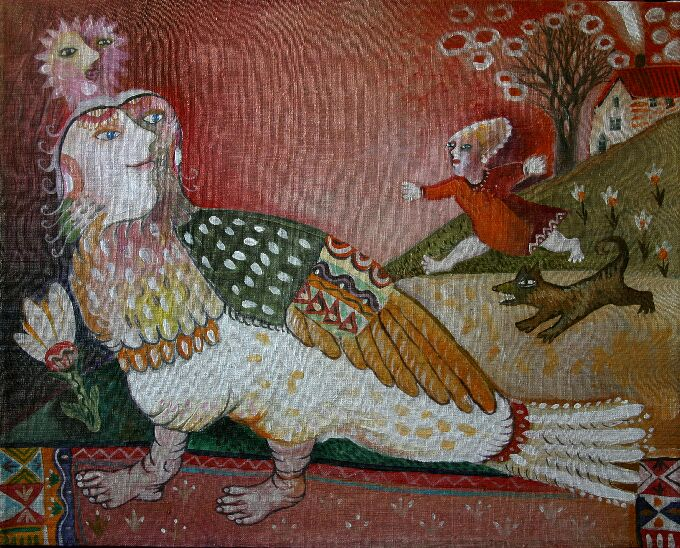
Alyona Azernaya, La sirena_uccello, 2004
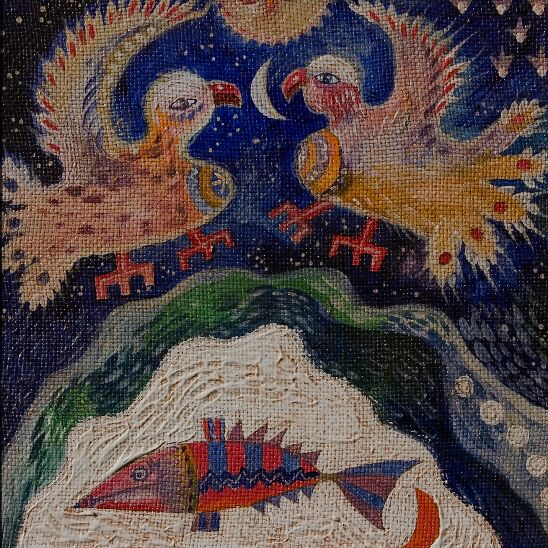
Alyona Azernaya, Due uccelli ed un pesce, 2005
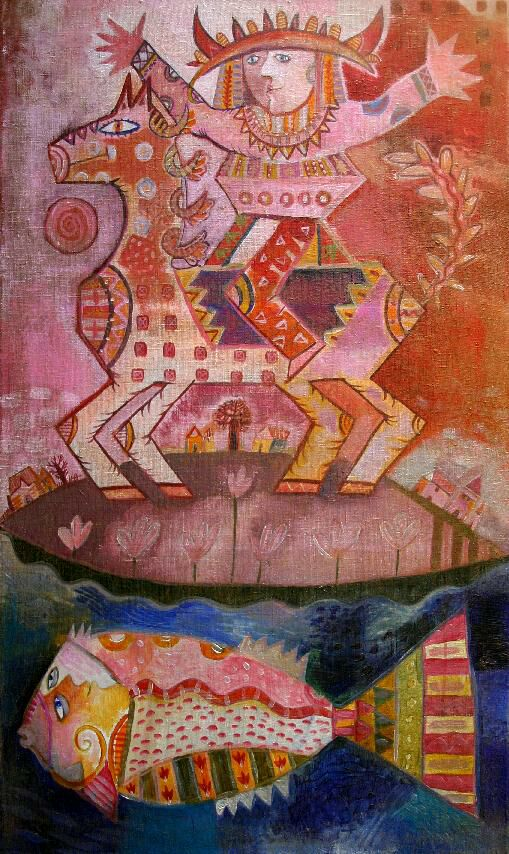
Alyona Azernaya, Dajbog, 2007
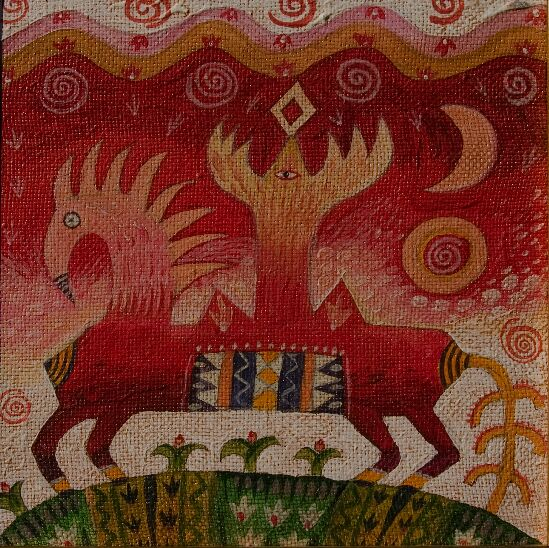
Alyona Azernaya, Il dio vecchio, 2007
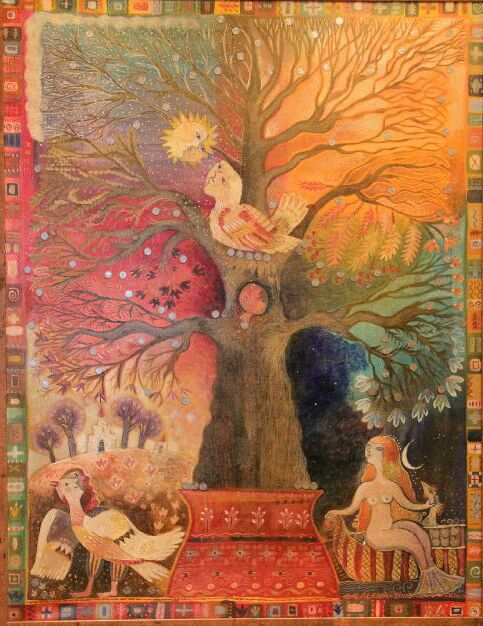
Alyona Azernaya, Albero di abbondanza, 2007
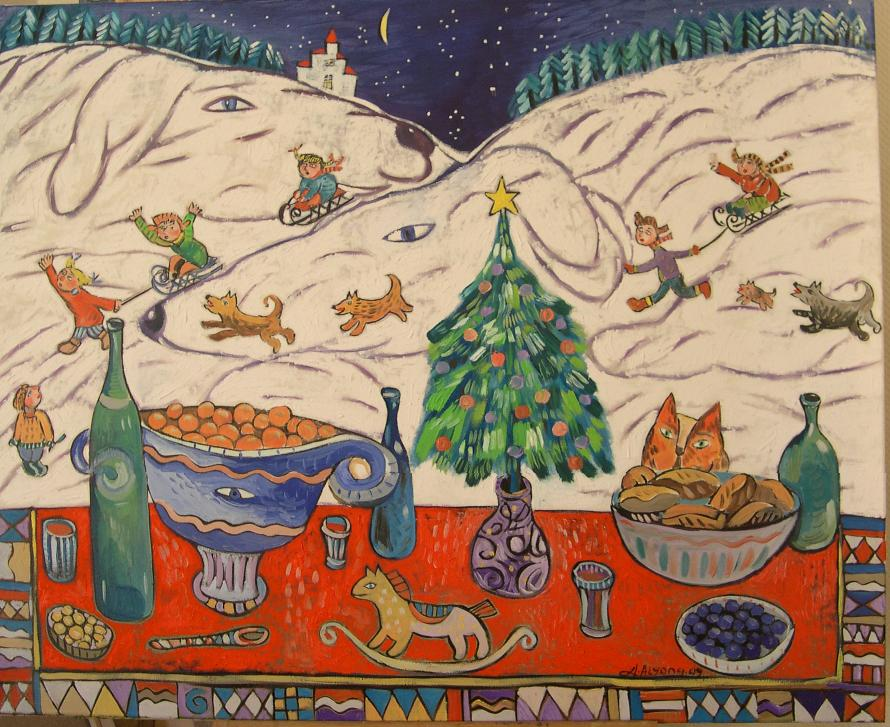
Alyona Azernaya, Inverno Russo, 2009
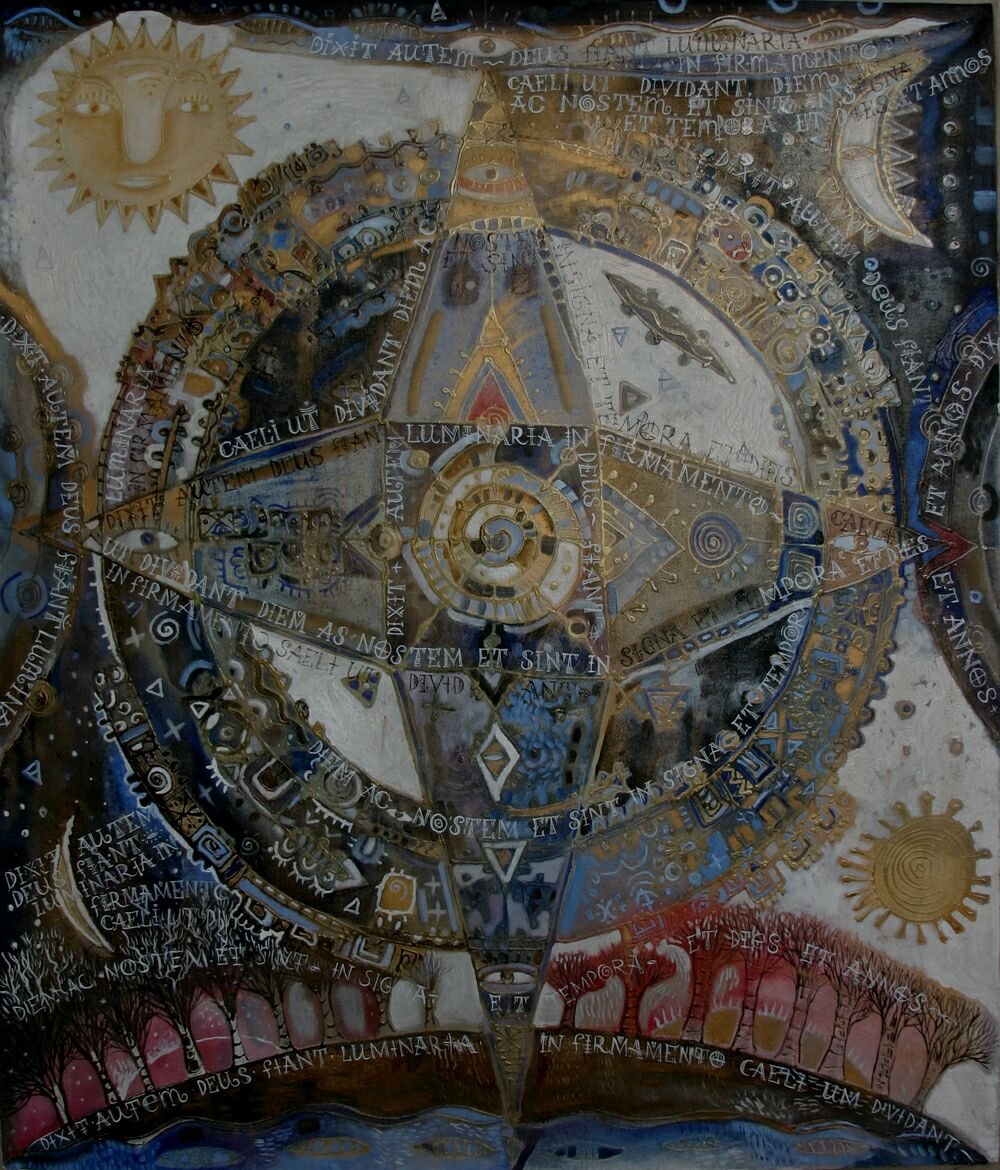
Alyona Azernaya, Genesi, 2009